# DDR-Eishockeymeisterschaft 1960/61
Die DDR-Eishockeymeisterschaft 1960/61 wurde zwischen Oktober 1960 und Januar 1961 ausgetragen. Meister wurde die SG Dynamo Weißwasser, Neuling SC Motor Karl-Marx-Stadt musste wieder absteigen.

## Modus
Wie in der Vorsaison beteiligten sich in der Eishockey-Oberliga acht Mannschaften an der Ermittlung des DDR-Meisters. In der Vorrunde mit zwei Staffeln zu je vier Mannschaften wurden die jeweils vier Teilnehmer für die Meisterschaftsrunde (Finalgruppe A) und die Abstiegsrunde (Finalgruppe B) ermittelt. Für beide Gruppen waren vier Spieltage zu jeweils sechs Punktspielen an einem Ort vorgesehen. In der Abstiegsrunde wurde nur ein Absteiger ermittelt. Nach erfolgter Anpassung der unteren Spielklassen starteten die 1. und 2. Liga nun ebenfalls mit acht Teilnehmern.

## Oberliga

### Veränderungen
Vor der Saison gab es gegenüber der letzten Spielzeit Änderungen im Teilnehmerfeld. So hatte sich der langjährige Oberligist TSC Oberschöneweide dem bisherigen Lokalrivalen und Meisterschaftskonkurrenten SC Einheit Berlin angeschlossen. Der ASK Vorwärts Berlin war dagegen nach Crimmitschau verlegt worden und lief fortan als „ASK Vorwärts Crimmitschau“ auf. Das im letzten Jahr unter dieser Bezeichnung spielende Liga-Team war im Gegenzug dazu in die 2. Liga zurückgestuft und in „ASG“ Vorwärts Crimmitschau umbenannt worden.

### Vorrunde – Staffel 1
| Pl. | Mannschaft                 | Sp. | S | U | N | Tore  | Punkte |
| --- | -------------------------- | --- | - | - | - | ----- | ------ |
| 1.  | SG Dynamo Weißwasser (M)   | 6   | 6 | – | – | 66:08 | 12:0   |
| 2.  | ASK Vorwärts Crimmitschau1 | 6   | 3 | 1 | 2 | 21:11 | 07:05  |
| 3.  | SC Einheit Berlin          | 6   | 2 | 1 | 3 | 23:26 | 05:07  |
| 4.  | SC Empor Rostock (N)       | 6   | – | – | 6 | 13:78 | 00:12  |

### Vorrunde – Staffel 2
| Pl. | Mannschaft                   | Sp. | S | U | N | Tore  | Punkte |
| --- | ---------------------------- | --- | - | - | - | ----- | ------ |
| 1.  | SC Dynamo Berlin             | 6   | 5 | – | 1 | 57:21 | 10:02  |
| 2.  | SC Wismut Karl-Marx-Stadt    | 6   | 5 | – | 1 | 40:15 | 10:02  |
| 3.  | SG Dynamo Rostock            | 6   | 2 | – | 4 | 28:38 | 04:08  |
| 4.  | SC Motor Karl-Marx-Stadt (N) | 6   | – | – | 6 | 11:62 | 00:12  |

|     | Für die Finalrunde qualifiziert |
|     | Abstiegsrunde                   |
| (M) | Titelverteidiger                |
| (N) | Neuling                         |

### Finalrunde
1. Spieltag (Küchwaldstadion Karl-Marx-Stadt)
- SG Dynamo Weißwasser – SC Dynamo Berlin 7:1
- SC Wismut Karl-Marx-Stadt – ASK Vorwärts Crimmitschau 10:2
- SC Dynamo Berlin – SC Wismut Karl-Marx-Stadt 7:2
- SG Dynamo Weißwasser – ASK Vorwärts Crimmitschau 4:1
- SC Dynamo Berlin – ASK Vorwärts Crimmitschau 4:1
- SG Dynamo Weißwasser – SC Wismut Karl-Marx-Stadt 8:1

2. Spieltag (Werner-Seelenbinder-Halle Berlin)
- SG Dynamo Weißwasser – SC Dynamo Berlin 3:1
- SC Dynamo Berlin – SC Wismut Karl-Marx-Stadt 5:5
- ASK Vorwärts Crimmitschau – SC Wismut Karl-Marx-Stadt 4:4
- SG Dynamo Weißwasser – ASK Vorwärts Crimmitschau 9:1
- SG Dynamo Weißwasser – SC Wismut Karl-Marx-Stadt 4:1
- SC Dynamo Berlin – ASK Vorwärts Crimmitschau 4:1

3. Spieltag (Wilhelm-Pieck-Eisstadion Weißwasser)
- SC Wismut Karl-Marx-Stadt – SC Dynamo Berlin 6:4
- SG Dynamo Weißwasser – ASK Vorwärts Crimmitschau 7:1
- SG Dynamo Weißwasser – SC Wismut Karl-Marx-Stadt 6:3
- SC Dynamo Berlin – ASK Vorwärts Crimmitschau 13:1
- SC Wismut Karl-Marx-Stadt – ASK Vorwärts Crimmitschau 10:4
- SG Dynamo Weißwasser – SC Dynamo Berlin 4:2

4. Spieltag (Küchwaldstadion Karl-Marx-Stadt)
- SC Dynamo Berlin – SC Wismut Karl-Marx-Stadt 6:4
- SG Dynamo Weißwasser – ASK Vorwärts Crimmitschau 3:1
- SG Dynamo Weißwasser – SC Wismut Karl-Marx-Stadt 7:2
- SC Dynamo Berlin – ASK Vorwärts Crimmitschau 4:4
- SC Wismut Karl-Marx-Stadt – ASK Vorwärts Crimmitschau 3:5
- SC Dynamo Berlin – SG Dynamo Weißwasser 4:4

| Pl. | Mannschaft                | Sp. | S  | U | N | Tore  | Punkte |
| --- | ------------------------- | --- | -- | - | - | ----- | ------ |
| 1.  | SG Dynamo Weißwasser (M)  | 12  | 11 | 1 | – | 66:19 | 23:01  |
| 2.  | SC Dynamo Berlin          | 12  | 5  | 3 | 4 | 55:42 | 13:11  |
| 3.  | SC Wismut Karl-Marx-Stadt | 12  | 3  | 2 | 7 | 51:62 | 08:16  |
| 4.  | ASK Vorwärts Crimmitschau | 12  | 1  | 2 | 9 | 26:75 | 04:20  |

### Meistermannschaft
| SG Dynamo Weißwasser | Klaus Hirche, Horst Hilbig – Werner Engelmann, Dieter Greiner, Heinz Schildan, Werner Domke, Heinz Kuczera, Horst Heinze, Erich Novy, Kurt Stürmer, Manfred Buder, Wolfgang Blümel, Reiner Tudyka, Horst Budich, Joachim Franke Trainer: Günter Lehnigk und Masseur Kurt Pfennig |

### Topscorer (Kanadische Zählweise)
| Spieler          | Mannschaft                | Punkte |
| ---------------- | ------------------------- | ------ |
| Joachim Ziesche  | SC Dynamo Berlin          | 45     |
| Manfred Buder    | SG Dynamo Weißwasser      | 45     |
| Dieter Kraatzsch | SC Wismut Karl-Marx-Stadt | 34     |
| Bernd Hiller     | SC Dynamo Berlin          | 32     |
| Erich Novy       | SG Dynamo Weißwasser      | 21     |
| Gerhard Klügel   | SC Dynamo Berlin          | 21     |

### Abstiegsrunde
| Pl. | Mannschaft                   | Sp. | S  | U | N | Tore  | Punkte |
| --- | ---------------------------- | --- | -- | - | - | ----- | ------ |
| 5.  | SC Einheit Berlin            | 12  | 11 | – | 1 | 71:34 | 10:02  |
| 6.  | SC Dynamo Rostock            | 12  | 8  | – | 4 | 79:31 | 16:08  |
| 7.  | SC Empor Rostock (N)         | 12  | 2  | 1 | 9 | 42:71 | 05:19  |
| 8.  | SC Motor Karl-Marx-Stadt (N) | 12  | 2  | 1 | 9 | 33:89 | 05:19  |

|     | DDR-Meister            |
|     | Abstieg in die 1. Liga |
| (M) | Titelverteidiger       |
| (N) | Neuling                |

## 1. Liga

### Aufstiegsspiele zur Oberliga
Der Sieger der Staffel 1, SC Turbine Erfurt, sicherte sich kampflos den zu vergebenen Oberliga-Startplatz, da der andere Staffelsieger SG Dynamo Weißwasser II als Zweitvertretung nicht aufstiegsberechtigt war.

### Vorrunde – Staffel 1
| Pl. | Mannschaft               | Sp. | S | U | N | Tore  | Punkte |
| --- | ------------------------ | --- | - | - | - | ----- | ------ |
| 1.  | SC Turbine Erfurt        | 9   | 8 | 1 | – | 68:26 | 17:01  |
| 2.  | ASK Vorwärts Erfurt (A)  | 9   | 6 | – | 3 | 55:28 | 12:06  |
| 3.  | SC Dynamo Berlin II      | 9   | 3 | 1 | 5 | 32:44 | 07:11  |
| 4.  | BSG Wismut Wilkau-Haßlau | 9   | – | – | 9 | 18:75 | 00:18  |

Das vierte Turnier wurde aufgrund ungünstiger Witterungsverhältnisse ersatzlos gestrichen.

### Vorrunde – Staffel 2
| Pl. | Mannschaft                  | Sp. | S  | U | N | Tore   | Punkte |
| --- | --------------------------- | --- | -- | - | - | ------ | ------ |
| 1.  | SG Dynamo Weißwasser II (N) | 12  | 11 | 1 | – | 106:30 | 23:01  |
| 2.  | BSG Aufbau Schönheide       | 12  | 4  | 1 | 7 | 52:64  | 09:15  |
| 3.  | BSG Lok Zittau              | 12  | 4  | – | 8 | 39:64  | 08:16  |
| 4.  | SC Einheit Dresden2         | 12  | 4  | – | 8 | 36:76  | 08:16  |

|     | Für die Aufstiegsspiele zur Oberliga qualifiziert |
|     | Abstiegsspiele zur 2. Liga                        |
| (A) | Oberliga-Absteiger                                |
| (N) | Neuling                                           |

### Abstiegsspiele zur 2. Liga
| BSG Wismut Wilkau-Haßlau – SC Einheit Dresden | 4:120–03:6 |
| (Letzter Staffel 1) – (Letzter Staffel 2)     |            |

Als Unterlegener der Abstiegsrunde schien für die BSG Wismut Wilkau-Haßlau zunächst der Weg in die Drittklassigkeit als besiegelt. Als jedoch nach der anschließenden Auflösung des ASK Vorwärts Erfurt und des SC Dynamo Berlin II die Liga-Staffel 1 quasi nicht mehr existierte – der SC Turbine Erfurt als bislang viertes Mitglied startete kommende Saison in der Oberliga, während von dort der Absteiger in die Staffel 2 eingegliedert wurde – durfte das Wismut-Team in der Spielklasse verbleiben.

## 2. Liga

### Aufstiegsspiele zur 1. Liga
| SG Dynamo Klingenthal | – | HSG Chemie Halle TH | 5:6 |
| (Sieger Staffel 1)    |   | (Sieger Staffel 2)  |     |

Die HSG Chemie Halle TH sicherte sich damit für kommende Saison einen Startplatz in der 1. Liga, jedoch wurde die Mannschaft noch in der Sommerpause aufgelöst. Der unterlegene Staffelsieger SG Dynamo Klingenthal konnte somit doch noch den Platz des Aufsteigers einnehmen.

### Vorrunde – Staffel 1
| Pl. | Mannschaft                     | Sp. | S | U | N | Tore  | Punkte |
| --- | ------------------------------ | --- | - | - | - | ----- | ------ |
| 1.  | SC Dynamo Klingenthal          | 6   | 3 | 2 | 1 | 24:22 | 08:04  |
| 2.  | ASG Vorwärts Crimmitschau3 (A) | 6   | 2 | 2 | 2 | 22:22 | 06:06  |
| 3.  | BSG Aktivist Knappenrode-Lohsa | 6   | 2 | 1 | 3 | 26:26 | 05:07  |
| 4.  | BSG Wismut Annaberg            | 6   | 1 | 3 | 2 | 18:20 | 05:07  |

### Vorrunde – Staffel 2
| Pl. | Mannschaft                       | Sp. | S | U | N | Tore  | Punkte |
| --- | -------------------------------- | --- | - | - | - | ----- | ------ |
| 1.  | HSG Chemie Halle TH4 (A)         | 6   | 6 | – | – | 68:08 | 12:0   |
| 2.  | ASG Vorwärts Oberhof5            | 6   | 3 | – | 3 | 26:31 | 06:06  |
| 3.  | HSG Wissenschaft KMU Leipzig (A) | 6   | 2 | – | 4 | 20:43 | 04:08  |
| 4.  | BSG Stahl Ilsenburg              | 6   | 1 | – | 5 | 20:52 | 02:10  |

|     | Für die Aufstiegsspiele zur 1. Liga qualifiziert |
|     | Abstiegsspiele zur Bezirksliga                   |
| (A) | 1. Liga-Absteiger                                |

### Abstiegsspiele zur Bezirksliga
| BSG Wismut Annaberg | – | BSG Stahl Ilsenburg | 7:1 |
| (Letzter Staffel 1) |   | (Letzter Staffel 2) |     |

Die BSG Stahl Ilsenburg hätte als Unterlegener in die Bezirksliga absteigen sollen, profitierte aber von der in der 1. Liga anstehenden Welle von Team-Auflösungen. Da die dadurch freigewordenen Startplätze mit bisherigen Teams der 2. Liga aufgefüllt wurden, behielt die BSG Stahl ihren Platz in der dritten Spielklasse.

## Aufstiegsspiele zur 2. Liga 1961/62
| SG Dynamo Schierke | – | BSG Traktor Groß Düben | 5:4 |
| (Bez. Magdeburg)   |   | (Bez. Cottbus)         |     |

Ergebnisse unvollständig.
Es bekamen mehrere Mannschaften die Freigabe, kommende Saison in der 2. Liga zu spielen. Grund hierfür war die hohe Anzahl an Abmeldungen vom Spielbetrieb, die in der Sommerpause einsetzen sollten. Die davon besonders betroffene 1. Liga wurde daraufhin mit Teams aus der 2. Liga aufgefüllt, die dadurch drei anstatt einen Startplatz an die Bezirksligisten zu vergeben hatte. Ursprünglich bekamen neben Schierke, die BSG Chemie Granschütz (Bez. Halle) und die BSG Fortschritt Apolda (Bez. Erfurt) die Möglichkeit eingeräumt, davon Gebrauch zum machen. Nach weiteren Team-Auflösungen in den oberen Klassen durfte Granschütz schließlich per Verbandsbeschluss eine Klasse überspringen und wurde direkt in die 1. Liga eingestuft, Apolda dagegen zog es vor, weiterhin auf Bezirksebene zu spielen.
Letztendlich wurde folgenden Bezirksligisten ein Platz für die kommende 2. Liga-Saison zugesprochen:
- SG Dynamo Schierke (Bez. Magdeburg)
- BSG Einheit Ballenstedt (Bez. Halle)
- BSG Traktor Eibenstock (Bez. Karl-Marx-Stadt)

## Namensänderungen
1Der ASK Vorwärts Crimmitschau startete in der Vorsaison unter dem Namen ASK Vorwärts Berlin.

2Der SC Einheit Dresden startete in der Vorsaison unter dem Namen HSG Wissenschaft TH Dresden.

3Die ASG Vorwärts Crimmitschau startete in der Vorsaison unter dem Namen ASK Vorwärts Crimmitschau.

4Die HSG Chemie Halle TH startete in der Vorsaison unter dem Namen SC Chemie Halle.

5Die ASG Vorwärts Oberhof startete in der Vorsaison unter dem Namen BSG Empor Oberhof.